# Jonas Statkus
Jonas Stacevičius-Statkus (* 1904 in Gakūnai bei Subačius, Bezirk Panevėžys; † 1940) war ein litauischer Sicherheitsbehördenleiter.

## Leben
Er studierte Rechtswissenschaft in Frankreich. Von 1928 bis 1931 leitete er die I. (politische) Abteilung der Kriminalpolizei am Innenministerium Litauens. Von 1931 bis 1934 leitete er die litauische Sicherheitsbehörde, später Valstybės saugumo departamentas als Direktor. Von 1934 bis 1938 lebte er in Paris. Von 1939 bis 1940 war er Generalsekretär bei Lietuvos tautininkų sąjunga. 1940 wurde er mit Augustinas Povilaitis und General Kazys Skučas von der sowjetischen Okkupationsregierung verhaftet, in Lubjanka (Moskau) und im Gefängnis Butyrka gefangengehalten. Der Sterbeort ist unbekannt.